# إد اوكسنبولد
إد اوكسنبولد (بالإنجليزية: Ed Oxenbould) (1 يونيو 2001 في ملبورن في أستراليا – )؛ هو ممثل أسترالي بدأ مسيرته الفنية عام 2011. اشتُهر بدور ألكسندر في فيلم ألكسندر و اليوم الرهيب، الفظيع، الغير جيد، السيء جدا.

## الأعمال
- ألكسندر واليوم الرهيب، الفظيع، غير الجيد، السيء جدا (2014)
- الزيارة (2015)
- طائرات ورقية (2015)
- الزيارة (2015)
- من الأفضل أن تحترس (2017)

## وصلات خارجية
- إد اوكسنبولد على موقع IMDb (الإنجليزية)
- إد اوكسنبولد على موقع ألو سيني (الفرنسية)
- إد اوكسنبولد على موقع أول موفي (الإنجليزية)
- إد اوكسنبولد على موقع قاعدة بيانات الفيلم (الإنجليزية)
- إد اوكسنبولد على موقع كينوبويسك (الروسية)